# والنوت (آیووا)
والنوت (به انگلیسی: Walnut) شهری در ایالت آیووا کشور ایالات متحده آمریکا است که جمعیت آن در سرشماری سال ۲۰۱۰ میلادی، ۷۸۵ نفر بوده‌است.